# Giuseppe Valadier

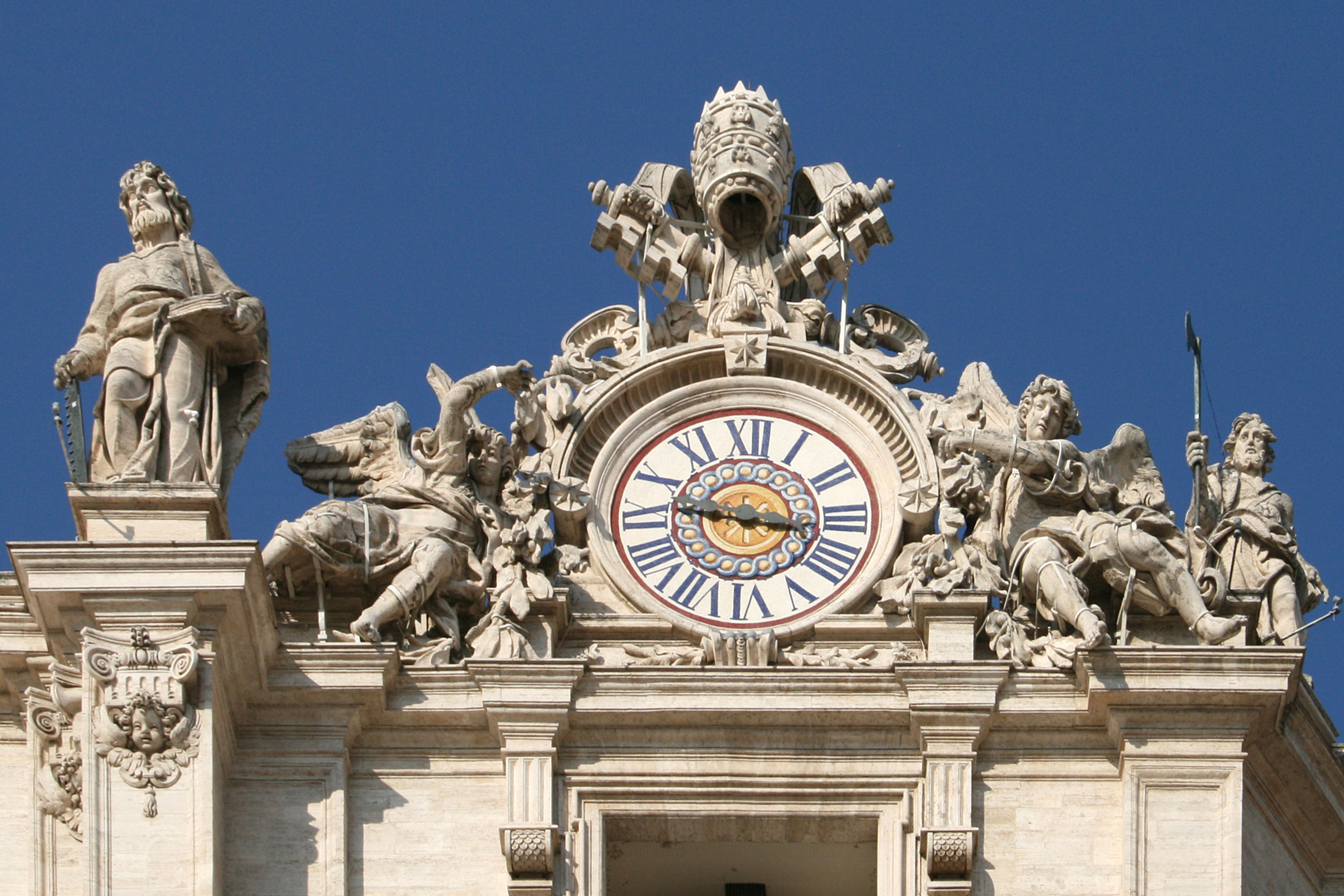
Reloj que adorna el lado derecho de la parte delantera de la Basílica de San Pedro para Ciudad del Vaticano

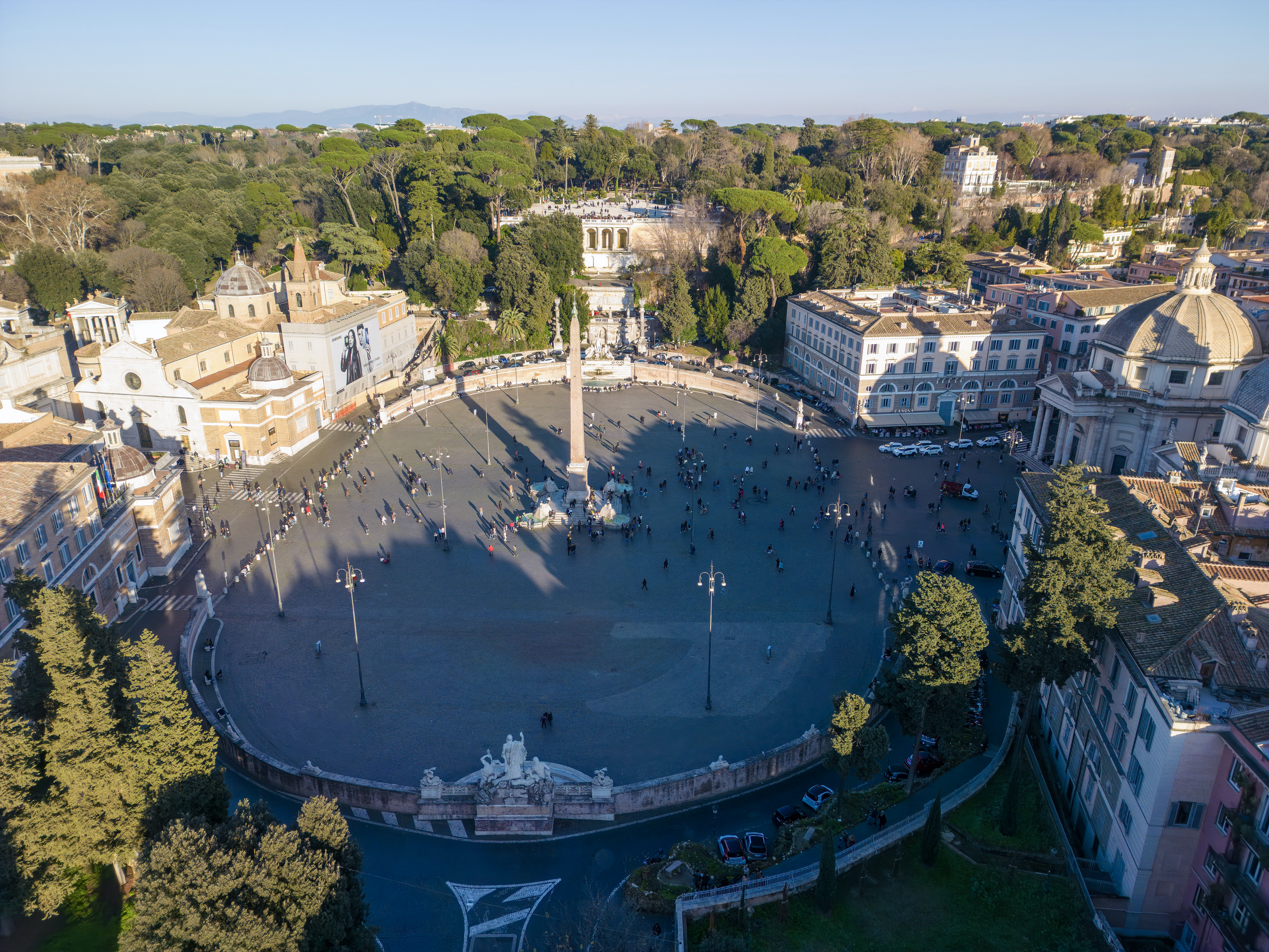
Piazza del Popolo.

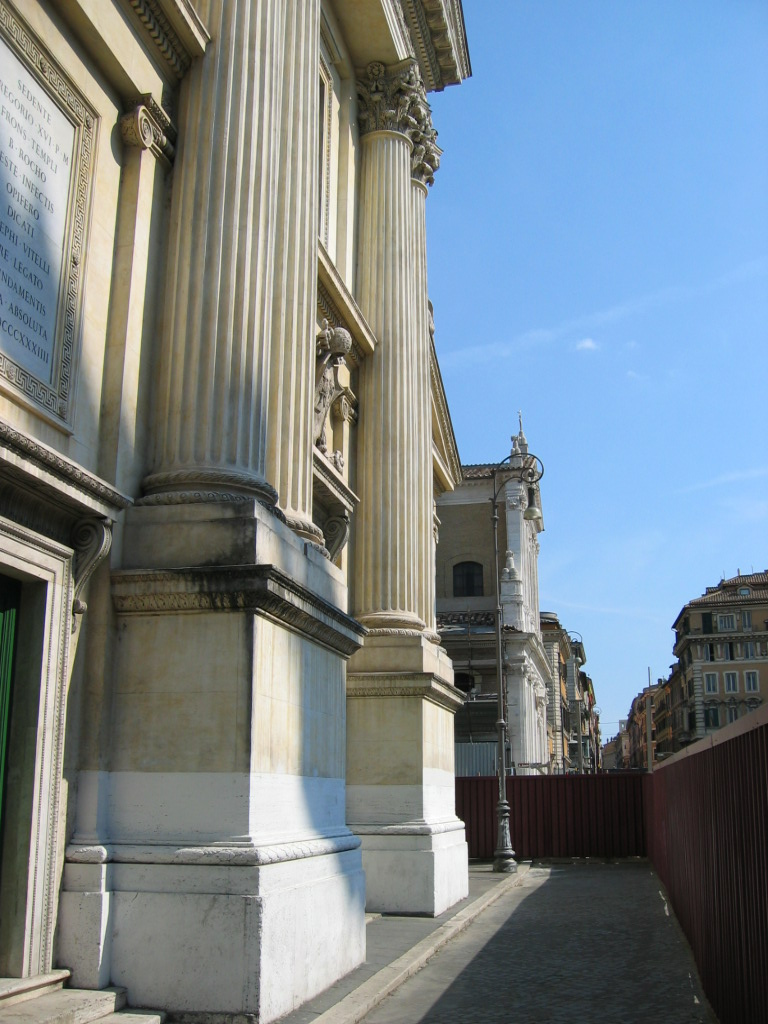
Giuseppe Valadier – Fachada de San Rocco, Roma.

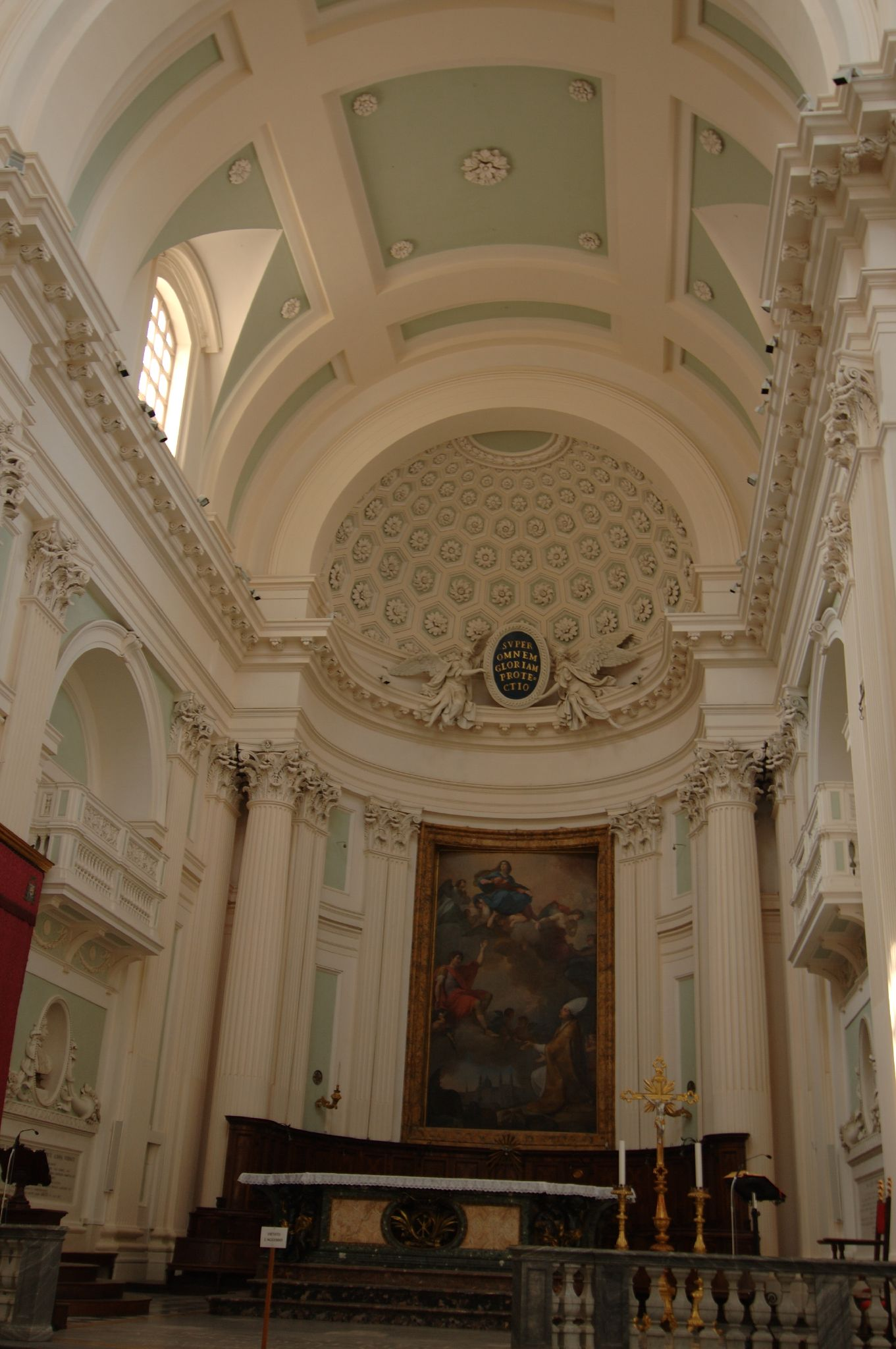
Interior del Duomo di Urbino.

Giuseppe Valadier, (Roma, 14 de abril de 1762 - Roma, 1 de febrero de 1839) fue un arquitecto, urbanista, arqueólogo y orfebre italiano. Fue junto a Giovanni Battista Piranesi el máximo exponente del neoclasicismo en la ciudad de Roma. Su obra más importante fue la remodelación de la Piazza del Popolo.

## Biografía
Hijo del orfebre Luigi Valadier (1726-1785), Giuseppe Valadier se interesó por la arquitectura desde temprana edad. Con tan sólo trece años ganó el primer premio de segunda clase en el concurso Clementino otorgado por la Accademia di San Luca en 1775.
Valadier trabajó principalmente en Roma y en los Estados Pontificios, pero la mayoría de sus trabajos se quedaron en proyectos. Fue nombrado architetto camerale de los Estados pontificios por Pío VI en 1786. 
Enseñó en la Accademia di San Luca y fue uno de los primeros arquitectos que se interesó por la arqueología y la restauración.
Sus obras más famosas se realizaron durante la ocupación napoleónica, cuando realizó la Piazza del Popolo de Roma.

## Obra
Su obra más importante, la Piazza del Popolo se construyó entre 1809 y 1812 durante la etapa napoleónica. Cobraron importancia en su intervención las vías Babuino, Corso y Ripetta, con sus iglesias gemelas y proyectó la Porta del Popolo entre edificaciones nuevas y la iglesia de Santa María del Popolo. Por un lado se crea una perspectiva de terrazas que suben hasta el Pincio que recuerdan a los jardines pintorescos ingleses.
En los jardines del Pincio, edificó también la Casina Valadier en 1807, que recuerda a Palladio y a la arquitectura campesina. Emprendió la reforma del antiguo Anfiteatro Correa, en el antiguo Campo Marzio.
También recuerdan a Palladio la iglesia de San Rocco en Roma y la reforma de la catedral de Urbino (1789), realizada después del terremoto de 1789. En ambos edificios se intersecan en fachada dos templos clásicos, de forma similar a las iglesias palladianas.
Respecto a la restauración, su obra más importante es la restauración del Arco de Tito en Roma en el año 1819. También restauró el Ponte Milvio en 1805.
En 1797 ejecutó el relicario de la Santa Cuna, donde se guardan la reliquias de fragmentos de madera y brizna de la paja de la Santa Cuna que se cree utilizada en la Natividad de Jesús. Se encuentra en la Gruta de la Natividad de la Basílica de Santa María la Mayor (Roma).
La mayoría de sus obras y proyectos se publicaron en:
- Raccolta di diverse invenzione (1796)
- Progetti architettonici (1807)
- Opere di Architettura (1833)

## Estilo
Si bien el sistema de composición durante la época del Renacimiento y del Barroco consistía en una coherencia y unidad de las partes que conformaban la edificación, la llegada del Neoclasicismo implica la yuxtaposición de las partes, manteniendo la autonomía de cada una de las piezas y evitando la jerarquía.
Piranesi es el primero que barrunta esta situación por medio de sus grabados, pero no es hasta la llegada de Valadier, cuando esto se hace notablemente visible. Esta situación de cuerpos contrastados por su autonomía también se puede apreciar en la obra de Étienne-Louis Boullée o de Juan de Villanueva.